# Krigsåret 1743

## Pågående krig
- Hattarnas ryska krig (1741–1743)[1]
  - Ryssland på ena sidan
  - Sverige på andra sidan

- Korsikanska upproret (1733–1743)[2]

- Kriget om kapten Jenkins öra (1739–1748)
  - Spanien på ena sidan.
  - Storbritannien på andra sidan.

- Österrikiska tronföljdskriget (1740–1748)[3]
  - Österrike, Storbritannien, Förenade Nederländerna, Sachsen, Sardinien och Ryssland på ena sidan.
  - Preussen, Frankrike, Spanien, Bayern och Neapel på andra sidan

## Händelser
- 27 juni – Kung Georg II och Österrike segrar mot Frankrike i slaget vid Dettingen.

## Födda
- 12 november – Jacques Antoine Hippolyte de Guibert, fransk general och militärteoretiker.

## Avlidna
- Charles Emil Lewenhaupt, generallöjtnant i svenska armén (avrättad).
- Henrik Magnus von Buddenbrock, generallöjtnant i svenska armén (avrättad).

### Fotnoter
1. ↑  ”WHKMLA”. http://www.zum.de/whkmla/military/18cen/russwed174143.html. Läst 30 juni 2011.
2. ↑  ”WHKMLA”. http://www.zum.de/whkmla/military/18cen/corsica17551769.html. Läst 30 juni 2011.
3. ↑  ”World Statesmen”. http://www.worldstatesmen.org/WARS.html. Läst 28 juni 2011.